# Studio Ring
Studio Ringは、株式会社メビウスのアダルトゲームブランド。
『はじめてシリーズ』第3弾となる『ななみとこのみのおしえてA・B・C』は、それまで『はじめてのおるすばん』『はじめてのおいしゃさん』を発売したビジュアルアーツ内の一ブランドZEROではなく、開発元である株式会社メビウスから発売される事になったが、同社の持つStudio Mebiusブランドではなく、ロリ系専門として Studio Ring というブランドを新設し、その第一弾として発売された。同社ブランド第二弾として、『おやつのじかん』が発売された。

## 発売済みの作品一覧
（特記なきものはWindows版DVD-ROM）
- 2003年12月26日 - ななみとこのみのおしえてA・B・C ※
- 2004年12月24日 - おやつのじかん ※
- 2005年4月15日 - 夢みてナイト!
- 2005年6月24日 - すぱっちゅ！～如何に私がはきものを愛するようになったのか～ ※
- 2005年10月21日 - ななみとこのみのおしえてA・B・C 〜りにゅーある〜
- 2005年10月28日 - はじめてのおてつだい ※

- 2007年6月29日 - おやつのじかん 〜りにゅーある〜
- 2007年8月3日 - すぱっちゅ! 〜りにゅーある〜
- 2007年9月14日 - 夢みてナイト! 〜りにゅーある〜
- 2008年3月14日 - はじめてのおてつだい 〜りにゅーある〜
- 2010年10月29日 - ななみとこのみのおしえてA・B・C HDワイドスクリーン版

※はアイチェリーからDVDPG版が発売されている。